# Saint-Brice-en-Coglès

Saint-Brice-en-Coglès este o comună în departamentul Ille-et-Vilaine, Franța. În 1 ianuarie 2018 avea o populație de 3.068 de locuitori.